# Elecciones generales de Italia de 2001
Las elecciones generales de Italia de 2001 se realizaron el domingo 13 de mayo de 2001 para renovar la Cámara de Diputados y el Senado de la República. El 14° Parlamento de la República Italiana fue elegido.
La elección fue ganada por la coalición de centroderecha Casa de las Libertades dirigida por Silvio Berlusconi, derrotando a Francesco Rutelli, exalcalde de Roma, y primer candidato ministerial de la coalición de centroizquierda El Olivo, y regresando al poder después de la primera victoria de Berlusconi, en las elecciones generales de 1994.

## Sistema electoral
El intrincado sistema electoral, llamado scorporo, proporcionó el 75% de los escaños en la Cámara de Diputados (la Cámara Baja) elegidos por el sistema de representación directa, mientras que el 25% restante se asignó de forma proporcional con un umbral mínimo del 4%.
El método utilizado para el Senado fue aún más complicado: el 75% de los escaños por método uninominal y el 25% por un método proporcional especial que asignó los escaños restantes a los partidos minoritarios. Formalmente, estos fueron ejemplos del sistema de miembros adicionales.

## Elección general

### Campaña
Para estas elecciones, Berlusconi nuevamente se presentó como líder de la coalición de centroderecha Casa de las Libertades (en italiano: La Casa delle Libertà), que incluía a la Unión de los Demócratas Cristianos y de Centro, la Liga Norte, la Alianza Nacional y otros partidos.
En el programa de entrevistas de televisión Porta a Porta, durante los últimos días de la campaña electoral, Berlusconi creó una poderosa impresión en el público al comprometerse a firmar un llamado Contratto con gli Italiani (en español: Contrato con los Italianos), una idea copiada directamente por su asesor Luigi Crespi del Contrato con Estados Unidos de Newt Gingrich presentado seis semanas antes de las elecciones al Congreso de Estados Unidos en 1994, que fue ampliamente considerado como un golpe maestro creativo en su campaña de 2001 para ser primer ministro. En este solemne acuerdo, Berlusconi afirmó su compromiso de mejorar varios aspectos de la economía y la vida de Italia. En primer lugar, se comprometió a simplificar el complejo sistema impositivo introduciendo solo dos tipos impositivos (33% para aquellos que ganan más de 100.000 euros y 23% para cualquier persona que gane menos de esa cifra: nadie que gane menos de 11.000 euros al año no pagaría impuestos); en segundo lugar, prometió reducir a la mitad la tasa de desempleo; en tercer lugar, se comprometió a financiar y desarrollar un nuevo programa masivo de obras públicas. En cuarto lugar, prometió elevar la tasa mínima de pensión mensual a 516 euros; y en quinto lugar, suprimiría la ola de delincuencia al introducir agentes de policía para patrullar todas las zonas y áreas locales en las principales ciudades de Italia. Berlusconi se comprometió a abstenerse de presentarse a la reelección en 2006 si no cumplía al menos cuatro de estas cinco promesas.

## Principales coaliciones y partidos
| Coalición | Coalición                                 | Partido                                    | Partido                                   | Ideología principal     | Líder             |
| --------- | ----------------------------------------- | ------------------------------------------ | ----------------------------------------- | ----------------------- | ----------------- |
|           | Casa de las Libertades                    |                                            | Forza Italia (FI)                         | Conservadurismo liberal | Silvio Berlusconi |
|           | Casa de las Libertades                    | Alianza Nacional (AN)                      | Conservadurismo nacionalista              | Gianfranco Fini         |                   |
|           | Casa de las Libertades                    | Liga Norte (LN)                            | Regionalismo/Populismo                    | Umberto Bossi           |                   |
|           | Casa de las Libertades                    | Flor Blanca (CCD–CDU)                      | Democracia cristiana                      | Pier Ferdinando Casini  |                   |
|           | Casa de las Libertades                    | Nuevo Partido Socialista Italiano (NPSI)   | Socioliberalismo                          | Gianni De Michelis      |                   |
|           | Casa de las Libertades                    | Partido Republicano Italiano (PRI)         | Liberalismo                               | Giorgio La Malfa        |                   |
|           | Casa de las Libertades                    | Llama Tricolor (FT)                        | Neofascismo                               | Pino Rauti              |                   |
|           | El Olivo                                  |                                            | Demócratas de Izquierda (DS)              | Socialdemocracia        | Massimo D'Alema   |
|           | El Olivo                                  | La Margarita (DL)                          | Izquierda cristiana/Centrismo liberal     | Francesco Rutelli       |                   |
|           | El Olivo                                  | El Girasol (FdV–SDI)                       | Ecosocialismo                             | Enrico Boselli          |                   |
|           | El Olivo                                  | Partido de los Comunistas Italianos (PdCI) | Comunismo                                 | Oliviero Diliberto      |                   |
|           | El Olivo                                  | Partido Popular Sudtirolés (SVP)           | Regionalismo/Democracia cristiana         | Luis Durnwalder         |                   |
|           | Partido de la Refundación Comunista (PRC) | Partido de la Refundación Comunista (PRC)  | Partido de la Refundación Comunista (PRC) | Comunismo               | Fausto Bertinotti |
|           | Italia de los Valores (IdV)               | Italia de los Valores (IdV)                | Italia de los Valores (IdV)               | Populismo/Liberalismo   | Antonio Di Pietro |
|           | Democracia Europea (DE)                   | Democracia Europea (DE)                    | Democracia Europea (DE)                   | Democracia cristiana    | Sergio D'Antoni   |
|           | Lista Bonino (LB)                         | Lista Bonino (LB)                          | Lista Bonino (LB)                         | Liberalismo             | Emma Bonino       |

### Principales líderes de coaliciones
| Retrato | Nombre | Nombre                     | Posición más reciente | Refs          |
| ------- | ------ | -------------------------- | --- | ------------- |
|         |        | Silvio Berlusconi (1936– ) | Presidente del Consejo de Ministros de Italia (1994–1995) Otras posicionesDiputado de la República Italiana (1994–en el cargo) Presidente de Forza Italia (1994–en el cargo)                                                   | [ 3 ] [ 4 ]   |
|         |        | Francesco Rutelli (1954– ) | Alcalde de Roma (1993–2001) Otras posicionesAlcalde de Roma (2001–2008) Ministro del Ambiente (1993–1993) Diputado de la República Italiana (1983–1994)                                                                        | [ 5 ] [ 6 ]   |
|         |        | Fausto Bertinotti (1940– ) | Secretario del Partido de la Refundación Comunista (1994–en el cargo) Otras posicionesDiputado del Parlamento Europeo (1999–en el cargo) Diputado de la República Italiana (1994–en el cargo)                                  | [ 7 ] [ 8 ]   |
|         |        | Antonio Di Pietro (1950– ) | Ministro de Obras Públicas (1996–1996) Otras posicionesPresidente de Italia de los Valores (1998–en el cargo) | [ 9 ] [ 10 ]  |
|         |        | Sergio D'Antoni (1946– )   | Secretario General de la CISL (1991–2000) Otras posicionesNinguna | [ 11 ] [ 12 ] |
|         |        | Emma Bonino (1948– )       | Comisaria europea de Salud y Política de Consumidores (1995–1999) Otras posicionesDiputada del Parlamento Europeo (1979–1988; 1999–en el cargo) Diputada de la República Italiana (1976–1978; 1979–1986; 1987–1990; 1992–1995) | [ 13 ] [ 14 ] |

## Resultados

### Cámara de Diputados

#### Resultados totales
|                                                         |                                            |                                           |              |              |              |            |            |            |       |       |
| Partido o Coalición                                     | Partido o Coalición                        | Partido o Coalición                       | Proporcional | Proporcional | Proporcional | Uninominal | Uninominal | Uninominal | Total | +/–   |
| Partido o Coalición                                     | Partido o Coalición                        | Partido o Coalición                       | Votos        | %            | Escaños      | Votos      | %          | Escaños    | Total | +/–   |
|                                                         |                                            | Forza Italia (FI)                         | 10.923.431   | 29,43        | 62           | 16.915.513 | 45,57      | 132        | 194   | +71   |
|                                                         | Alianza Nacional (AN)                      | 4.463.205                                 | 12,02        | 24           | 75           | 16.915.513 | 45,57      | 99         | +6    |       |
|                                                         | Liga Norte (LN)                            | 1.464.301                                 | 3,94         | 0            | 30           | 16.915.513 | 45,57      | 30         | −29   |       |
|                                                         | Flor Blanca (CCD–CDU)                      | 1.194.040                                 | 3,22         | 0            | 40           | 16.915.513 | 45,57      | 40         | +10   |       |
|                                                         | Nuevo Partido Socialista Italiano (NPSI)   | 353.269                                   | 0,95         | 0            | 3            | 16.915.513 | 45,57      | 3          | Nuevo |       |
|                                                         | Reformadores Sardos (RS)                   | —                                         | —            | 0            | 1            | 16.915.513 | 45,57      | 1          | +1    |       |
|                                                         | Nueva Sicilia (NS)                         | —                                         | —            | 0            | 1            | 16.915.513 | 45,57      | 1          | Nuevo |       |
| Casa de las Libertades                                  | Casa de las Libertades                     | 18,398,246                                | 49.56        | 86           | 16.915.513   | 45.57      | 282        | 368        | –     |       |
|                                                         |                                            | Demócratas de Izquierda (DS)              | 6.151.154    | 16,57        | 31           | 16.019.388 | 43,15      | 105        | 136   | −36   |
|                                                         | La Margarita (DL)                          | 5.391.827                                 | 14,52        | 27           | 56           | 16.019.388 | 43,15      | 83         | −12   |       |
|                                                         | El Girasol (FdV–SDI)                       | 805.340                                   | 2,17         | 0            | 17           | 16.019.388 | 43,15      | 17         | –     |       |
|                                                         | Partido de los Comunistas Italianos (PdCI) | 620.859                                   | 1,67         | 0            | 10           | 16.019.388 | 43,15      | 10         | Nuevo |       |
|                                                         | Partido Popular Sudtirolés (SVP)           | 200.059                                   | 0,54         | 0            | 3            | 16.019.388 | 43,15      | 3          | ±0    |       |
|                                                         | Con Illy por Trieste                       | 78.284                                    | 0,21         | 0            | 1            | 16.019.388 | 43,15      | 1          | Nuevo |       |
| El Olivo                                                | El Olivo                                   | 13,023,651                                | 35.68        | 58           | 16.019.388   | 43.15      | 192        | 250        | –     |       |
|                                                         | Partido de la Refundación Comunista (PRC)  | Partido de la Refundación Comunista (PRC) | 1.868.659    | 5,03         | 11           | —          | —          | 0          | 11    | −24   |
|                                                         | Italia de los Valores (IdV)                | Italia de los Valores (IdV)               | 1.443.725    | 3,89         |              | 1.487.287  | 4,01       |            |       |       |
|                                                         | Valle de Aosta (VdA)                       | Valle de Aosta (VdA)                      | —            | —            | 0            | 25.577     | 0,07       | 1          | 1     | ±0    |
|                                                         |                                            |                                           |              |              |              |            |            |            |       |       |
| Votos válidos                                           | Votos válidos                              | Votos válidos                             | 37,122,776   | 92.61        |              | 37,259,705 | 92.58      |            |       |       |
| Votos en blanco                                         | Votos en blanco                            | Votos en blanco                           | 1.688.609    | 4.21         | 1.514.005    | 3.76       |            |            |       |       |
| Votos nulos                                             | Votos nulos                                | Votos nulos                               | 1.274.012    | 3.18         | 1.473.164    | 3.66       |            |            |       |       |
| Total                                                   | Total                                      | Total                                     | 40.085.397   | 100.00       | 155          | 40.246.874 | 100.00     | 475        | 630   | –     |
| Registrados/Participación                               | Registrados/Participación                  | Registrados/Participación                 | 49.256.295   | 81.38        | −1.50        | 49.358.947 | 84.54      | +1.63      | +1.63 | +1.63 |
| Fuente:Departamento de Asuntos Internos y Territoriales |                                            |                                           |              |              |              |            |            |            |       |       |

#### Proporcional
En 2001, la lista proporcional agotada ante todos los diputados, a la que tenía derecho el partido ganador, fue declarada electa.
|                                       | Forza Italia (FI)                                  | 10.923.431 | 29,43 | 62  |
|                                       | Demócratas de Izquierda (DS)                       | 6.151.154  | 16,57 | 31  |
|                                       | Democracia es Libertad – La Margarita (DL)         | 5.391.827  | 14,52 | 27  |
|                                       | Alianza Nacional (AN)                              | 4.463.205  | 12,02 | 24  |
|                                       | Partido de la Refundación Comunista (PRC)          | 1.868.659  | 5,03  | 11  |
|                                       | Liga Norte (LN)                                    | 1.464.301  | 3,94  | 0   |
|                                       | Italia de los Valores (IdV)                        | 1.443.725  | 3,89  | 0   |
|                                       | Flor Blanca (CCD–CDU)                              | 1.194.040  | 3,22  | 0   |
|                                       | Democracia Europea (DE)                            | 888.269    | 2,39  | 0   |
|                                       | Lista Bonino (LB)                                  | 832.213    | 2,24  | 0   |
|                                       | El Girasol (FdV–SDI)                               | 805.340    | 2,17  | 0   |
|                                       | Partido de los Comunistas Italianos (PdCI)         | 620.859    | 1,67  | 0   |
|                                       | Nuevo Partido Socialista Italiano (NPSI)           | 353.269    | 0,95  | 0   |
|                                       | Partido Popular Sudtirolés (SVP)                   | 200.059    | 0,54  | 0   |
|                                       | Llama Tricolor (FT)                                | 143.963    | 0,39  | 0   |
|                                       | Liga Fronte Veneto (LFV)                           | 74.353     | 0,20  | 0   |
|                                       | Partido de los Pensionistas (PP)                   | 68.349     | 0,18  | 0   |
|                                       | Partido Sardo de Acción–Cerdeña Nación (PSd'Az–SN) | 34.412     | 0,09  | 0   |
|                                       | Nuevo País                                         | 34.193     | 0,09  | 0   |
|                                       | Abolizione Scorporo                                | 26.917     | 0,07  | 0   |
|                                       | Liga de Acción Meridional (LAM)                    | 23.779     | 0,06  | 0   |
|                                       | Frente Nacional (FN)                               | 22.985     | 0,06  | 0   |
|                                       | Verdes Verdes (VV)                                 | 18.262     | 0,05  | 0   |
|                                       | Fuerza Nueva (FN)                                  | 13.622     | 0,04  | 0   |
|                                       | Lista Amadu                                        | 11.517     | 0,03  | 0   |
|                                       | Movimiento Republicanos Europeos (MRE)             | 7.997      | 0,02  | 0   |
|                                       | Nosotros los Sicilianos                            | 7.637      | 0,02  | 0   |
|                                       | Movimiento de la Libertad                          | 6.754      | 0,02  | 0   |
|                                       | Libre y Fuerte                                     | 6.722      | 0,02  | 0   |
|                                       | Socialistas Autónomos                              | 6.492      | 0,02  | 0   |
|                                       | Basta!                                             | 6.332      | 0,02  | 0   |
|                                       | Comunismo                                          | 5.244      | 0,01  | 0   |
|                                       | Tercer Polo por la Autonomía                       | 2,915      | 0.01  | 0   |
| Votos válidos                         | Votos válidos                                      | 37.122.776 | 92,61 | –   |
| Votos inválidos/en blanco/sin asignar | Votos inválidos/en blanco/sin asignar              | 2.962.621  | 7,39  | –   |
| Total                                 | Total                                              | 40.085.397 | 100   | 155 |
| Votantes registrados/participación    | Votantes registrados/participación                 | 49.256.295 | 81,38 | –   |
| Fuente: Ministerio del Interior       |                                                    |            |       |     |

| \| Voto popular (Proporcional) \| Voto popular (Proporcional) \| Voto popular (Proporcional) \| Voto popular (Proporcional) \| Voto popular (Proporcional) \| \| --------------------------- \| --------------------------- \| --------------------------- \| --------------------------- \| --------------------------- \| \| Partidos \| Partidos \| \| % \| % \| \| FI \| FI \| \| 29.43 % \| 29.43 % \| \| DS \| DS \| \| 16.57 % \| 16.57 % \| \| DL \| DL \| \| 14.52 % \| 14.52 % \| \| AN \| AN \| \| 12.02 % \| 12.02 % \| \| PRC \| PRC \| \| 5.03 % \| 5.03 % \| \| LN \| LN \| \| 3.94 % \| 3.94 % \| \| IdV \| IdV \| \| 3.89 % \| 3.89 % \| \| CCD-CDU \| CCD-CDU \| \| 3.22 % \| 3.22 % \| \| DE \| DE \| \| 2.39 % \| 2.39 % \| \| Bonino \| Bonino \| \| 2.24 % \| 2.24 % \| \| FdV-SDI \| FdV-SDI \| \| 2.17 % \| 2.17 % \| \| PdCI \| PdCI \| \| 1.67 % \| 1.67 % \| \| Otros \| Otros \| \| 2.90 % \| 2.90 % \| |          |  |         |         |
| Voto popular (Proporcional) |          |  |         |         |
| Partidos | Partidos |  | %       | %       |
| FI | FI       |  | 29.43 % | 29.43 % |
| DS | DS       |  | 16.57 % | 16.57 % |
| DL | DL       |  | 14.52 % | 14.52 % |
| AN | AN       |  | 12.02 % | 12.02 % |
| PRC | PRC      |  | 5.03 %  | 5.03 %  |
| LN | LN       |  | 3.94 %  | 3.94 %  |
| IdV | IdV      |  | 3.89 %  | 3.89 %  |
| CCD-CDU | CCD-CDU  |  | 3.22 %  | 3.22 %  |
| DE | DE       |  | 2.39 %  | 2.39 %  |
| Bonino | Bonino   |  | 2.24 %  | 2.24 %  |
| FdV-SDI | FdV-SDI  |  | 2.17 %  | 2.17 %  |
| PdCI | PdCI     |  | 1.67 %  | 1.67 %  |
| Otros | Otros    |  | 2.90 %  | 2.90 %  |

#### Uninominal
|                                       | Casa de las Libertades (CdL)                       | 16.915.513 | 45,57 | 282 |
|                                       | El Olivo (Ulivo)                                   | 16.019.388 | 43,15 | 183 |
|                                       | Italia de los Valores (IdV)                        | 1.487.287  | 4,01  | 0   |
|                                       | Democracia Europea (DE)                            | 1.310.119  | 3,53  | 0   |
|                                       | Lista Bonino (LB)                                  | 457.117    | 1,23  | 0   |
|                                       | Partido Popular Sudtirolés–El Olivo (SVP–Ulivo)    | 190.556    | 0,51  | 5   |
|                                       | Partido Popular Sudtirolés (SVP)                   | 173.735    | 0,47  | 3   |
|                                       | Liga Fronte Veneto (LFV)                           | 173.618    | 0,47  | 0   |
|                                       | Llama Tricolor (FT)                                | 121.527    | 0,33  | 0   |
|                                       | Con Illy por Trieste                               | 78.284     | 0,21  | 1   |
|                                       | Partido Sardo de Acción–Cerdeña Nación (PSd'Az–SN) | 40.692     | 0,11  | 0   |
|                                       | La Bassa en el Parliamento                         | 26.151     | 0,07  | 0   |
|                                       | Valle de Aosta (VdA)                               | 25.577     | 0,07  | 1   |
|                                       | Socialistas Autónomos                              | 24.341     | 0,07  | 0   |
|                                       | Demócratas de Izquierda (Valle de Aosta)           | 20.452     | 0,06  | 0   |
|                                       | Liga de Acción Meridional (LAM)                    | 19.366     | 0,05  | 0   |
|                                       | Buonanno                                           | 19.046     | 0,05  | 0   |
|                                       | Frente Nacional (FN)                               | 16.202     | 0,04  | 0   |
|                                       | Forza Italia–Liga Norte (Valle de Aosta)           | 16.049     | 0,04  | 0   |
|                                       | Movimiento Republicanos Europeos (MRE)             | 15.600     | 0,04  | 0   |
|                                       | Populares Europeos                                 | 13.447     | 0,04  | 0   |
|                                       | Verdes Verdes (VV)                                 | 13.220     | 0,04  | 0   |
|                                       | Lista Amadu                                        | 12.233     | 0,03  | 0   |
|                                       | Nuevo Partido Socialista Italiano (NPSI)           | 9.663      | 0,03  | 0   |
|                                       | Movimiento de la Libertad                          | 9.006      | 0,02  | 0   |
|                                       | Valle Camonica–Liberal Demócratas                  | 8.257      | 0,02  | 0   |
|                                       | Lista del Pueblo                                   | 8.091      | 0,02  | 0   |
|                                       | Comunismo                                          | 6.777      | 0,02  | 0   |
|                                       | Lista Alternativa                                  | 6.612      | 0,02  | 0   |
|                                       | Fuerza Nueva (FN)                                  | 6.294      | 0,02  | 0   |
|                                       | Nosotros los Sicilianos                            | 6.121      | 0,02  | 0   |
|                                       | Alianza Nacional (Valle de Aosta)                  | 4.464      | 0,01  | 0   |
|                                       | Tercer Polo por la Autonomía                       | 3.491      | 0,01  | 0   |
|                                       | Pueblo Alto Milanese                               | 1.409      | 0,00  | 0   |
| Votos válidos                         | Votos válidos                                      | 37.259.705 | 92,58 | –   |
| Votos inválidos/en blanco/sin asignar | Votos inválidos/en blanco/sin asignar              | 2.987.169  | 7,42  | –   |
| Total                                 | Total                                              | 40.246.874 | 100   | 475 |
| Votantes registrados/participación    | Votantes registrados/participación                 | 49.358.947 | 81,54 | –   |
| Fuente: Ministerio del Interior       |                                                    |            |       |     |

| \| Voto popular (Uninominal) \| Voto popular (Uninominal) \| Voto popular (Uninominal) \| Voto popular (Uninominal) \| Voto popular (Uninominal) \| \| ------------------------- \| ------------------------- \| ------------------------- \| ------------------------- \| ------------------------- \| \| Partidos \| Partidos \| \| % \| % \| \| CdL \| CdL \| \| 45.57 % \| 45.57 % \| \| Olivo \| Olivo \| \| 43.15 % \| 43.15 % \| \| IdV \| IdV \| \| 4.01 % \| 4.01 % \| \| DE \| DE \| \| 3.53 % \| 3.53 % \| \| Bonino \| Bonino \| \| 1.23 % \| 1.23 % \| \| Otros \| Otros \| \| 2.89 % \| 2.89 % \| |          |  |         |         |
| Voto popular (Uninominal) |          |  |         |         |
| Partidos | Partidos |  | %       | %       |
| CdL | CdL      |  | 45.57 % | 45.57 % |
| Olivo | Olivo    |  | 43.15 % | 43.15 % |
| IdV | IdV      |  | 4.01 %  | 4.01 %  |
| DE | DE       |  | 3.53 %  | 3.53 %  |
| Bonino | Bonino   |  | 1.23 %  | 1.23 %  |
| Otros | Otros    |  | 2.89 %  | 2.89 %  |

### Senado de la República
|                                       |                                                             |                                                             |                                                             |                 |                 |            |                        |                 |       |
| Coalición                             | Coalición                                                   | Partido                                                     | Partido                                                     | Uninominal      | Uninominal      | Uninominal | Proporcional (Escaños) | Escaños totales | +/–   |
| Coalición                             | Coalición                                                   | Partido                                                     | Partido                                                     | Votos           | %               | Escaños    | Proporcional (Escaños) | Escaños totales | +/–   |
|                                       | Casa de las Libertades                                      |                                                             | Forza Italia (FI)                                           | 16.915.513      | 45,57           | 152        | 24                     | 82              | +40   |
|                                       | Casa de las Libertades                                      | Alianza Nacional (AN)                                       | 45                                                          | 16.915.513      | 45,57           | 152        | 24                     | +2              |       |
|                                       | Casa de las Libertades                                      | Flor Blanca (CCD–CDU)                                       | 29                                                          | 16.915.513      | 45,57           | 152        | 24                     | +4              |       |
|                                       | Casa de las Libertades                                      | Liga Norte (LN)                                             | 17                                                          | 16.915.513      | 45,57           | 152        | 24                     | −10             |       |
|                                       | Casa de las Libertades                                      | Partido Republicano Italiano (PRI)                          | 1                                                           | 16.915.513      | 45,57           | 152        | 24                     | +1              |       |
|                                       | Casa de las Libertades                                      | Nuevo Partido Socialista Italiano (NPSI)                    | 1                                                           | 16.915.513      | 45,57           | 152        | 24                     | Nuevo           |       |
|                                       | Casa de las Libertades                                      | Llama Tricolor (FT)                                         | 340.221                                                     | 1,00            | 0               | 152        | 1                      | ±0              |       |
| Escaños totales                       | Escaños totales                                             | Escaños totales                                             | Escaños totales                                             | Escaños totales | Escaños totales | 176        | –                      |                 |       |
|                                       | El Olivo                                                    |                                                             | Demócratas de Izquierda (DS)                                | 13.408.672      | 39,59           | 74         | 51                     | 64              | −38   |
|                                       | El Olivo                                                    | La Margarita (DL)                                           | 43                                                          | 13.408.672      | 39,59           | 74         | 51                     | −5              |       |
|                                       | El Olivo                                                    | Federación de los Verdes (FdV)                              | 8                                                           | 13.408.672      | 39,59           | 74         | 51                     | −6              |       |
|                                       | El Olivo                                                    | Socialistas Demócratas Italianos (SDI)                      | 6                                                           | 13.408.672      | 39,59           | 74         | 51                     | –               |       |
|                                       | El Olivo                                                    | Partido Popular Sudtirolés (SVP)                            | 3                                                           | 13.408.672      | 39,59           | 74         | 51                     | +1              |       |
|                                       | El Olivo                                                    | Partido de los Comunistas Italianos (PdCI)                  | 2                                                           | 13.408.672      | 39,59           | 74         | 51                     | Nuevo           |       |
|                                       | El Olivo                                                    | Candidatos independientes                                   | 4                                                           | 13.408.672      | 39,59           | 74         | 51                     | –               |       |
|                                       | El Olivo                                                    | Valle de Aosta (VdA)                                        | 32.429                                                      | 0.10            | 0               | 1          | 1                      | ±0              |       |
| Escaños totales                       | Escaños totales                                             | Escaños totales                                             | Escaños totales                                             | Escaños totales | Escaños totales | 131        | –                      |                 |       |
|                                       | Partido de la Refundación Comunista (PRC)                   | Partido de la Refundación Comunista (PRC)                   | Partido de la Refundación Comunista (PRC)                   | 1.708.707       | 5,04            | 0          | 4                      | 4               | −6    |
|                                       | Democracia Europea (DE)                                     | Democracia Europea (DE)                                     | Democracia Europea (DE)                                     | 1.066.908       | 3,15            | 0          | 2                      | 2               | Nuevo |
|                                       | Italia de los Valores (IdV)                                 | Italia de los Valores (IdV)                                 | Italia de los Valores (IdV)                                 | 1.140.489       | 3,37            | 0          | 1                      | 1               | Nuevo |
|                                       | Liga por la Autonomía–Alianza Lombarda–Liga de Pensionistas | Liga por la Autonomía–Alianza Lombarda–Liga de Pensionistas | Liga por la Autonomía–Alianza Lombarda–Liga de Pensionistas | 308.559         | 0,91            | 0          | 1                      | 1               | +1    |
|                                       | Lista Bonino (LB)                                           | Lista Bonino (LB)                                           | Lista Bonino (LB)                                           | 677.725         | 2,00            | 0          | 0                      | 0               | −1    |
|                                       | Liga Fronte Veneto (LFV)                                    | Liga Fronte Veneto (LFV)                                    | Liga Fronte Veneto (LFV)                                    | 138.134         | 0,41            | 0          | 0                      | 0               | Nuevo |
|                                       | Va' pensiero Padania                                        | Va' pensiero Padania                                        | Va' pensiero Padania                                        | 119.058         | 0,35            | 0          | 0                      | 0               | Nuevo |
|                                       | Frente Nacional (FN)                                        | Frente Nacional (FN)                                        | Frente Nacional (FN)                                        | 98.132          | 0,29            | 0          | 0                      | 0               | Nuevo |
|                                       | Democracia Europea–Socialistas Autonomistas (DE–SA)         | Democracia Europea–Socialistas Autonomistas (DE–SA)         | Democracia Europea–Socialistas Autonomistas (DE–SA)         | 79.002          | 0,23            | 0          | 0                      | 0               | Nuevo |
|                                       | Partido de los Pensionistas (PP)                            | Partido de los Pensionistas (PP)                            | Partido de los Pensionistas (PP)                            | 39.545          | 0,12            | 0          | 0                      | 0               | ±0    |
|                                       | Fuerza Nueva (FN)                                           | Fuerza Nueva (FN)                                           | Fuerza Nueva (FN)                                           | 78.572          | 0,23            | 0          | 0                      | 0               | Nuevo |
|                                       | Verdes Verdes (VV)                                          | Verdes Verdes (VV)                                          | Verdes Verdes (VV)                                          | 35.743          | 0,11            | 0          | 0                      | 0               | ±0    |
|                                       | Partido Sardo de Acción–Cerdeña Nación (PSd'Az–SN)          | Partido Sardo de Acción–Cerdeña Nación (PSd'Az–SN)          | Partido Sardo de Acción–Cerdeña Nación (PSd'Az–SN)          | 32.822          | 0,10            | 0          | 0                      | 0               | −1    |
|                                       | Otros                                                       | Otros                                                       | Otros                                                       | 160.025         | 0,46            | 0          | 0                      | 0               | –     |
| Votos válidos                         | Votos válidos                                               | Votos válidos                                               | Votos válidos                                               | 33.871.262      | 93,59           | –          | –                      | –               | –     |
| Votos inválidos/en blanco/sin asignar | Votos inválidos/en blanco/sin asignar                       | Votos inválidos/en blanco/sin asignar                       | Votos inválidos/en blanco/sin asignar                       | 2.318.132       | 6,41            | –          | –                      | –               | –     |
| Total                                 | Total                                                       | Total                                                       | Total                                                       | 36.189.394      | 100             | 232        | 83                     | 315             | –     |
| Votantes registrados/participación    | Votantes registrados/participación                          | Votantes registrados/participación                          | Votantes registrados/participación                          | 44.499.794      | 81,32           | –          | –                      | –               | –     |
| Fuente: Ministerio del Interior       |                                                             |                                                             |                                                             |                 |                 |            |                        |                 |       |

| \| Voto popular \| Voto popular \| Voto popular \| Voto popular \| Voto popular \| \| ------------ \| ------------ \| ------------ \| ------------ \| ------------ \| \| Partidos \| Partidos \| \| % \| % \| \| CdL \| CdL \| \| 42.53 % \| 42.53 % \| \| Olivo \| Olivo \| \| 38.70 % \| 38.70 % \| \| PRC \| PRC \| \| 5.04 % \| 5.04 % \| \| IdV \| IdV \| \| 3.37 % \| 3.37 % \| \| DE \| DE \| \| 3.15 % \| 3.15 % \| \| Bonino \| Bonino \| \| 2.00 % \| 2.00 % \| \| Otros \| Otros \| \| 5.21 % \| 5.21 % \| |          |  |         |         |
| Voto popular |          |  |         |         |
| Partidos | Partidos |  | %       | %       |
| CdL | CdL      |  | 42.53 % | 42.53 % |
| Olivo | Olivo    |  | 38.70 % | 38.70 % |
| PRC | PRC      |  | 5.04 %  | 5.04 %  |
| IdV | IdV      |  | 3.37 %  | 3.37 %  |
| DE | DE       |  | 3.15 %  | 3.15 %  |
| Bonino | Bonino   |  | 2.00 %  | 2.00 %  |
| Otros | Otros    |  | 5.21 %  | 5.21 %  |